# Haemuaszet (XVIII. dinasztia)
Haemuaszet („Felragyog Thébában”) ókori egyiptomi herceg a XVIII. dinasztia idején; valószínűleg II. Amenhotep fia.
Két falfirkán említik nevét II. Amenhotep uralkodói nevével együtt. „A nyájak felügyelője” volt, ami elég ritka cím volt egy herceg számára.